# (8563) 1995 US
A (8563) 1995 US a Naprendszer kisbolygóövében található aszteroida. Timothy B. Spahr fedezte fel 1995. október 19-én.